# Вікторія Бегальська
Вікторія Бегальська (1975, Дніпропетровськ, Україна) — українська художниця.

## Біографія
Вікторія Бегальська народилася в Дніпропетровську, в Україні. Закінчила Харківською державну академію дизайну і мистецтв.
З 2001 живе в Москві. Ранні художні практики Бегальської пов'язані з відео .
З 2005 художниця активно займається живописом.
З 2008 співпрацює з галереєю «Pop/off/art», в якій пройшло кілька її персональних виставок. Знакові виставки Бегальської проходили на важливих міжнародних майданчиках. Брала участь в основному проекті 5й Московської бієнале. 
З 2014 займається живописом спільно з Олександром Вілкіним.
У 2013 спільно з Оксаною Саркісян і Владом Чіженковим заснувала художню платформу Феміністська кухня [Архівовано 3 грудня 2021 у Wayback Machine.].
У 2014 з Олександром Вілкіним та Діаною Портленд заснувала творчий союз секс-робітниць/ків і художників Тереза . Завдання, які ставив перед собою союз на момент створення: надання зайнятим в секс-індустрії громадського простору, включення секс-робітниць/ків в соціо-культурні процеси, просвітницька та комунікативна діяльність.
З 2014 творчою спілкою було здійснено кілька партисипаторная мистецьких проектів, в тому числі два лялькових вистави: «Пояс Афродіти»  і «Військові черевики просять ніжності» . «Пояс Афродіти» в 2015 був висунутий на здобуття премії «Інновація» в номінації «Головний візуальний проект року» . C 2016 року «Пояс Афродіти» знаходиться в колекції музею M HKA . 
У 2015 Терезою спільно з Центром Незалежних Соціологічних Досліджень (СПб) був здійснений проект, який представляв собою соціологічне дослідження на основі глибинних інтерв'ю, зібраних секс-працівниками у секс-працівників.

## Персональні виставки
- 2017 — «Molensteenkraag». Light Cube Art Gallery, Ронсе, Бельгія.
- 2016 — «Раффлезіанство». Галерея Марини Гисич, Санкт-Петербург.
- 2016 — «Ті, хто володіє шлунком» (спільно з Олександром Вілкін). Галерея «Pop / off / art», Москва.
- 2015 — «Гертруда». Галерея «Pop / off / art», Москва. [8]
- 2012 — «Зіги». Галерея «Pop / off / art», Винзавод, Москва. [9]
- 2011 — «Сором». Грідчінхолл, Підмосков'ї. [2][10]
- 2010 — «Дрім-цу-цу». Галерея «Pop / off / art», Москва.
- 2010 — «Імпресіонізм з дулею в кишені». Галерея «Pop / off / art», Москва.
- 2009 — «Рідке небо». Паралельний проект в рамках 3 Московської бієнале сучасного мистецтва, ПROEKT FAБRІKA, Москва.
- 2009 — «Хіба мені нудно?». Галерея «Pop / off / art», Москва.
- 2009 — «У кожної дівчини - своя параноя». Галерея «Мистецького арсеналу», Київ [11][12].
- 2008 — «Єдині». Фонд Підтримки візуальних мистецтв Олени Березкіній «Ера», Москва.
- 2007 — «До експресії». Галерея «АРТСтрелка-projects», Москва.
- 2007 — «Любов і інші почуття». Творчі майстерні, ГЦСИ, Москва.
- 2005 — «2 or not 2b». Галерея «АРТСтрелка-projects», Москва.
- 2005 — «Про коней». Звірівське центр сучасного мистецтва, Москва.
- 2004 — «Хочу тебе закопати». Галерея Гельмана, Київ.

## Групові виставки
- 2016 — «Світ, Праця, Травень». Остенд, Бельгія.
- 2015 — «Виставка номінантів конкурсу ІННОВАЦІЯ 2014». ГЦСІ, Москва.
- 2014 — «Живопис розширення». Музей Москви, Москва.
- 2013 — «Кінопрограма 5-й Московській бієнале сучасного мистецтва». ЦВЗ «Манеж», Москва.
- 2012 — «В ПОВНОМУ БЕЗЛАДІ. Російське сучасне мистецтво. Премія Кандинського 2007-2012 ». Центр Мистецтв Arts Santa Monica, Барселона, Іспанія.
- 2010 — «Історія Російського відеоарту. Том 3 ». ММСИ, Москва.
- 2009 — «Історія Російського відеоарту. Том 2 ». ММСИ, Москва.
- 2008 — «A (rt) R (ussia) T (oday) - Index». Латвійський Національний художній музей, Рига.
- 2007 — «ArtDigital: Прикордонне стан». Спеціальний проект в рамках 2-ій Московській Бієнале сучасного мистецтва, Галерея Марс, Москва
- 2006 — «Хай буде відео!» Арт-Москва, Центральний Будинок художника, Москва

## Громадська позиція
У 2010 підписала відкритий лист президенту Росії на захист Андрія Єрофеєва та Юрія Самодурова. .

## Цитати
«Парадоксально, але впадаючи в напів-наївне, напів-експресіоністське живописання, нібито перебільшено анти-жіноче, Вікторія отримує можливість найбільш безпосереднього вираження своєї жіночої сутності. А заодно домагається того необхідного кута деформації, вивертання всіх суглобів реальності, якого неможливо досягти, працюючи з натуралістичним відео-матеріалом. Світ мальовничих образів Бегальської жорсткий і незграбний, складається з дисонансних кольорів, гострих кутів, розчленованих форм, які вона дробить і ламає без найменшого жалю, точно з таким же запалом, з яким закидала екран брудом... Остаточно позбутися від чисто жіночої сентиментальності, яка ховається за епатажною феміністською позою, Вікторія все ж не збирається. Ця сентиментальність — і є її секретна зброя, що змушує сприймати жінку, як істоту крихку і вразливу в своїй параної... » — Вікторія Бурлака 2009.